# Lucia Apolzan
Lucia Apolzan (n. 15 februarie 1911, Sibiu - 2001) a fost antropolog, educator, etnolog, geograf, folclorist, memorialist, pedagog, poet și sociolog român, o cercetătoare interdisciplinară a satului românesc de deal și de munte, a civilizației ancestrale de pe teritoriul României, precum și a continuității neîntrerupte a acesteia pe teritoriile unde se vorbește limba română.
Considerată, fără îndoială, mâna dreapta a profesorului și sociologului Dimitrie Gusti, dar având propria sa personalitate distinctă , numită de mulți Doamna Carpaților , Lucia Apolzan a fost o cercetătoare temeinică și tenace a satului românesc, publicând monografii care constituie și astăzi scrieri considerate extrem de importante, puternic factuale și actuale.

## Biografie

### Educație
Lucia Apolzan a absolvit geografia la Universitatea Babeș-Bolyai din Cluj, Facultatea de Litere și Filozofie a Universității din București, iar doctoratul în sociologie (luat „magna cum laude”) cu maestrul său Dimitrie Gusti 

### Persecutată de către organele de stat ale României comuniste
Lucia Apolzan a făcut parte din pleiada numeroasă de intelectuali și oameni de valoare interbelici români care au fost persecutați (sub diferite forme, de la abuzare și hărțuire până la trimiterea în închisoare și condamnarea la moarte) de către organele de stat ale României comuniste. A fost trimisă la „munca de jos,” la țesătoria Apaca , unde a petrecut niște ani buni în anii 1950.

## Cercetare interdisciplinară

### Țara de piatră
Cele mai importante revelări făcute de Lucia Apolzan se găsesc în domeniul complex al interdisciplinarității antropologice a continuității locuirii meleagurilor carpatine de mii de ani. Primul său studiu complex a fost cel referitor la Țara Moților sau Țara de piatră, scris după ce colindase pe picioare întreaga regiune. 

### Platforma Luncanilor
Conform propriilor sale confesiuni, , Lucia Apolzan a fost îndemnată călduros de geograful Ion Conea, autorul lucrării Clopotiva, un sat din Hațeg, să viziteze Platforma Luncanilor, 
| “ | "Nici nu știi peste ce ai să dai acolo. Dumneata vei fi tulburată ... ". | ” |

Ceea ce s-a și întâmplat; în lucrarea Carpații, tezaur de istorie : Perenitatea așezărilor risipite pe înălțimi, există dovezi limpezi ale studiului său antropologic profund (antropologic, cultural, etnografic, etnologic, ... ) din zonă.

## Lucrări publicate (lista este incompletă)
- Țara de piatră, monografie despre Țara Moților;
- 1940 - Cercetări etnografice în Munții Apuseni : (cu un rezumat în limba franceză, o hartă a regiunii și 25 figuri), Tipografia "Alba", Alba-Iulia, 30 de pagini (extras din "Apulum", Buletinul Muzeului Regional Alba-Iulia, I, 1939-1942.)
- 1944 - Sate-crînguri din Munții Apuseni : observații auspra așezărilor sociale, Editura "Ramuri", Craiova; 15 pagini (extras din revista "Sociologie românească", anul 5., numărul 1-6, 1943)
- 1944 - Portul și industria casnică textilă în Munții Apuseni, Editura Institutului de Știinte Sociale al României, București, 255 de pagini [7]
- 1945 - Sate, orașe și regiuni cercetate de Institutul Social Român: 1925 - 1945, Editura Institutului de Știinte Sociale al României, București - de Lucia Apolzan și Demetrius Gusti (cu o prefață de D. Gusti)
- 1948 - Populația crângurilor din plasa Câmpeni, județul Turda, în anul 1941. Contribuția la problemele așezărilor răzlețe din Munții Apuseni, în „Analele Institutului Social de Statistică al României”,București
- 1975 - Forma arhaică de populare a zonei montane de la Porțile de Fier, în „Anuarul Muzeului Etnografic al Transilvaniei pe anii 1974-1975”, Cluj-Napoca
- 1975 - Atlasul complex Portile de Fier, București
- 1977 - Platforma Luncanilor. Aspectele vechimii și continuității așezărilor, în „Sargetia”, Anuarul Muzeului din Deva”, paginile 487-508
- 1979 - Gruparea așezărilor în funcție de evoluția economică și socială. Zona Porților de Fier, între Baziaș și Drobeta Turnu-Severin, București, în „Studii și Comunicări de Etnografie și Istorie”, Caransebeș, paginile 83-108
- 1980 - Dimitrie Gusti : studii critice, București, Editura Științifică și Enciclopedică, 383 de pagini, Coordonator Henri H. Stahl ; autori: Lucia Apolzan, Ovidiu Bădina, Alexandru Bărbat, et al.;  capitolul "Activitatea editorială a profesorului D. Gusti"
- 1987 - Carpații, tezaur de istorie. Perenitatea așezărilor risipite pe înălțimi, București, Editura Științifică și Enciclopedică, 383 de pagini [8]
- 1998 - Drumuri, încercări, împliniri. Memorii, București, Editura Fundației Culturale Române, 341 de pagini [9]